# Tamara Tenenbaum
Tamara Tenenbaum (Buenos Aires, 19 de marzo de 1989) es una filósofa, escritora, periodista y profesora universitaria argentina.

## Biografía
Fue criada en un hogar judío ortodoxo, comunidad de la cual se alejó. Su infancia transcurrió mayormente en el barrio porteño de Once, donde todavía vive su madre, una médica pediatra. Su padre era abogado y falleció en el atentado a la AMIA, cuando ella tenía cinco años.
Realizó sus estudios secundarios en el Instituto Libre de Segunda Enseñanza. Es Licenciada en Filosofía por la Universidad de Buenos Aires, institución donde también trabaja como docente. Además ejerce la docencia en la Universidad Nacional de las Artes.
Se desempeña como periodista literaria y cultural en diversos medios, entre los que se destacan su columna de género en el programa Vuelta y Media conducido por Sebastián Wainraich en Radio Urbana Play, medios gráficos como Infobae, La Nación, Revista Anfibia, Los Angeles Review of Books, Words Without Borders y Vice. Conduce el podcast Algo Prestado para la edición argentina de El Diario, medio para el cual también tiene una columna de opinión semanal. Además es fundadora junto a Marina Yuszczuk y Emilia Erbetta de Rosa Iceberg, una editorial independiente que apuesta a publicar libros escritos y editados por mujeres.
Ha publicado varias obras dentro de los géneros de ensayo, cuento y novela. 

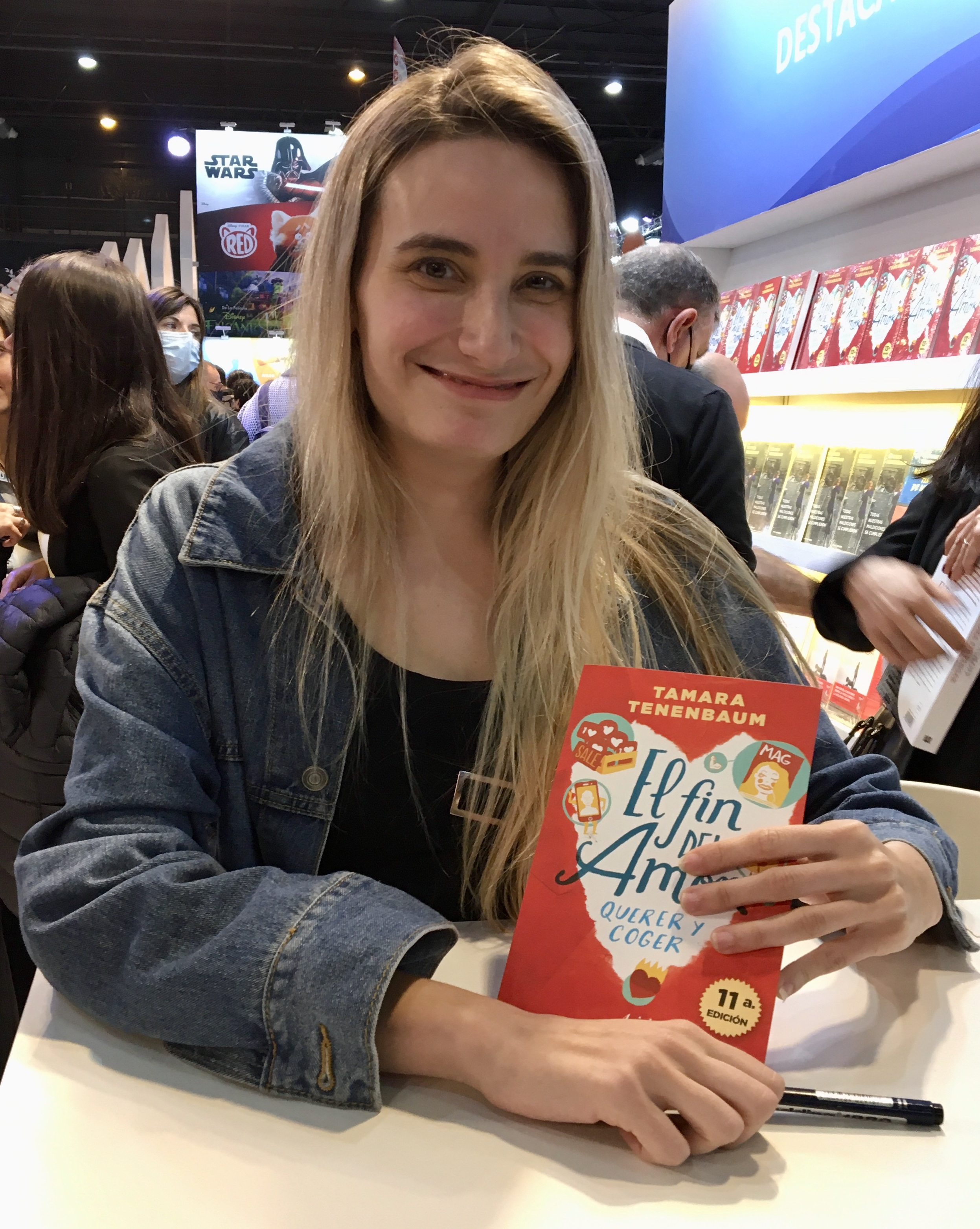
Tamara Tenenbaum con su libro El fin del amor.

En 2019 publicó el libro El fin del amor, una colección de ensayos sobre las relaciones sexoafectivas modernas, que se convirtió en un éxito de ventas. En 2022 fue adaptado a una serie de televisión del mismo nombre para la plataforma Amazon Prime Video que tiene como una de las guionistas a la propia autora, y como protagonista a la actriz y cantante Lali Espósito.
En 2020 publicó el libro de cuentos Nadie vive tan cerca de nadie por el cual en 2018 fue galardonada con el primer puesto del premio Ficciones organizado por el Ministerio de Cultura de la Nación cuando todavía no había sido editado al público.
En 2021 publicó su primera obra en el género de novela, Todas nuestras maldiciones se cumplieron, que contiene numerosos elementos autobiográficos.
En un perfil realizado por la periodista Stephanie Galliazzi para el medio uruguayo El Observador, se la considera "una de las voces frescas de la Cuarta ola del feminismo".
En 2025 fue galardonada con el primer Premio Paidós por su ensayo Un millón de cuartos propios.

## Obras
- Reconocimiento de terreno. Buenos Aires: Pánico el Pánico. 2017.[18]
- El fin del amor, querer y coger. Buenos Aires: Ariel. 2019.[2][19]
- Nadie vive tan cerca de nadie. Buenos Aires: Emecé. 2020.[18]
- Todas nuestras maldiciones se cumplieron. Buenos Aires: Emecé. 2021.[20]
- La última actriz. Buenos Aires: Seix Barral. 2024.[21]

## Premios
- 2018: Premio Ficciones del Ministerio de Cultura de la Nación por Nadie vive tan cerca de nadie.[8]
- 2023: Premio Cóndor de Plata a mejor guion adaptado por El fin del amor.[22]
- 2025: Premio Paidós por Un millón de cuartos propios.[17]